# Willa Lilpopa
Willa Lilpopa – willa, która znajdowała się przy Al. Ujazdowskich 29 w Warszawie. Zburzona w 1963 roku.

## Historia
Willa powstała według projektu Jana Heuricha w 1852 dla Stanisława Lilpopa. Następnie jej właścicielami były rodziny Radziwiłłów, Branickich i Czetwertyńskich. W okresie międzywojennym willa mieściła ambasadę USA (1936–1939), a w okresie II wojny światowej pensjonat „Albert Freyer Haus”, w którym gościł m.in. Hans Frank (1940). 
W 1956, na mocy umowy pomiędzy rządami PRL i USA, willa (wraz z Willą Wernickiego) została przekazana stronie amerykańskiej, która w 1963 oba obiekty rozebrała, a na ich miejscu wybudowała nowy budynek ambasady.